# Херкулес на кръстопът (Анибале Карачи)
„Херкулес на кръстопът“ (на италиански: Ercole al bivio) е картина на италианския художник Анибале Карачи от 1595 – 1596 г. Картината (167х237 см) е изложена в Зала 20 на Национален музей „Каподимонте“, Неапол (Италия). Използвана е техниката на маслени бои върху платно.

## История
Картината е нарисувана по поръчка на кардинал Одоардо Фарнезе и е първата творческа изява на Анибале Карачи в Палацо „Фарнезе“ в Рим. Тя представлява красив стенопис на тавана с вградена в центъра му картината „Херкулес на кръстопът“. Декоративният цикъл, посветен на победата на добродетелта над порока, изобразяващ „Историите за Херкулес“ и други герои, е по идея на Фулвио Орсини, по онова време библиотекар на фамилията.
Творбата на художника, отразена в главата, посветена на Анибале Карачи, в книгата „Vite“ (1672) на Джован Пиетро Белори, е предмет на точно описание, изпълнено с похвали и суперлативи от страна на автора.
През 17 век картината е преместена в Парма, като на нейното първоначално място е поставено копие, а през 18 век, като част от Колекция „Фарнезе“, тя пристига в Неапол.

## Описание
На картината е изобразен младият Херкулес, седнал между две женски фигури. Отдясно на героя стои Добродетелта, а Сладострастието виждаме от лявата му страна. Облечена, Добродетелта държи хладно оръжие и показва на героя трудния път към Добродетелта. В края на този път стои Пегас, на свой ред символ на добродетелта и средство за възход към небето. В краката на Херкулес се вижда поет с лавров венец на главата, готов да възпее делата на героя, ако избере правилната посока. Сладострастието е представено на зрителя в полугола жена, покрита с почти прозрачни воали. Тя показва на Херкулес друг път, където се виждат музикални инструменти и нотни листове, карти за игра и театрални маски, свързани с измамните удоволствия на живота. Младият герой изглежда неуверен пред дилемата кой път да избере. Но той гледа в страни към Добродетелта, давайки ни да разберем, че в крайна сметка това е пътят, по който ще тръгне.
Стилистично произведението отразява преходния момент в рисуването на Анибале Карачи, повлиян от изкуството в Рим. Всъщност фигурите на Херкулес, на Добродетелта и на поета, изобразени с подчертана скулптурна здравина, вероятно са резултат от ранните разсъждения на художника върху древните статуи. Поетът напомня речно божество, Добродетелта – олимпийска богиня, а тялото на Херкулес препраща зрителя към известната скулптура Херкулес Фарнезе. Противно на тях за фигурата на Сладострастието изглежда художникът все още е под влиянието на венецианските модели.
Картината „Херкулес на кръстопът“ на Анибале Карачи се превръща в каноничен справочник за повечето художници, които впоследствие се осмеляват да се занимават с тази тема. Седналното положение на Херкулес, жестът на Добродетелта, измамните маски в краката на Сладострастието са елементи, които след Карачи ще станат много често заимствани при изобразяването на великолепната тема.